# Orchestre symphonique de Londres
L'Orchestre symphonique de Londres (en anglais : London Symphony Orchestra, souvent abrégé en LSO) est l'un des principaux orchestres symphoniques anglais. Depuis 1982, il est basé au Barbican Centre, à Londres.

## Historique
Fondé en 1904 avec le statut d'organisation indépendante et autonome (premier du genre), il joue pour la première fois le 9 juin de la même année, avec Hans Richter à sa tête. Le chef allemand dirige l'orchestre jusqu'en 1911 où il est alors suivi par Edward Elgar pour un an.
Plus près de nous, ses chefs d'orchestre principaux ont été Pierre Monteux (1961-1964), Istvan Kertesz (1965-1968), André Previn (1968-1979), Claudio Abbado (1979-1988) et Michael Tilson Thomas (1988-1995). De 1995 à 2006, l'orchestre est dirigé par Sir Colin Davis, Thomas restant cependant principal chef invité. À la suite du départ de Sir Colin (le chef britannique est désormais président de l'orchestre), Valery Gergiev lui a succédé au poste de chef principal.
L'Orchestre symphonique de Londres est devenu le premier orchestre britannique à jouer outre-Manche en se rendant à Paris en 1906. Il était également prévu que l'orchestre voyage sur le Titanic pour se produire aux États-Unis en avril 1912 mais heureusement l'engagement a été reporté à la dernière minute. Néanmoins, il se rendit tout de même aux États-Unis en 1912, devenant le premier orchestre britannique à traverser l'Atlantique. Cette tradition de voyage ne s'est pas démentie depuis et l'orchestre continue de faire des tournées à travers le monder entier.
Le LSO a souvent compté parmi ses pupitres de vents bon nombre de solistes internationaux, à l'image de James Galway (flûte), Gervase de Peyer (clarinette) et Barry Tuckwell (cor). Comme la plupart des ensembles, l'orchestre a une grande capacité à varier ses sonorités, obtenant des couleurs très différentes avec certains chefs d'orchestre tels Monteux (avec lequel l'orchestre a fait quelques enregistrements mémorables), Boult, Stokowski, Horenstein, Solti, Previn, Szell, Abbado et Bernstein. Il faudrait encore mentionner le nom de Karl Böhm, qui a développé vers la fin de sa vie une relation étroite avec l'orchestre.
L'Orchestre symphonique de Londres est également célèbre pour les nombreux enregistrements de musiques de film qu'il a effectué tout au long de son histoire. Citons Star Wars dont la musique de tous les épisodes a été enregistré par l'orchestre, dirigé alors par le compositeur John Williams (avec Maurice Murphy à la trompette solo et Kurt-Hans Goedicke aux timbales pour les épisodes 4, 5, 6 et 1), Qui veut la peau de Roger Rabbit, Les Aventuriers de l'arche perdue, Le Petit Dinosaure et la Vallée des merveilles, Harry Potter et la Chambre des secrets, Harry Potter et la Coupe de feu et Superman, mais aussi l'innovateur IllumiNations du parc d'attractions américain Epcot. Le LSO s'est aussi ouvert au domaine de l'animation japonaise avec les Gundam SEED Symphonic Suite en 2003 et Gundam SEED Destiny Symponic Suite en 2006. Ses prestations incluent également maints enregistrements de musique pop, le plus célèbre étant l'album Sgt. Pepper's Lonely Hearts Club Band des Beatles. Au niveau français, il a enregistré les versions studio de certaines chansons de Michel Sardou comme Les Lacs du Connemara ou Io Domenico et aussi la musique symphonique composée par André Georget pour le Centenaire de la Tour Eiffel, en 1989.
En 1966 est créé en complément du LSO le Chœur symphonique de Londres (London Symphony Chorus ou LSC). Composé de 200 choristes amateurs, cet ensemble vocal entretient avec l'orchestre une étroite relation, bien qu'il se produise également avec d'autres orchestres tout aussi importants.
L'Orchestre symphonique de Londres a même créé son propre label, LSO Live, sous lequel il a réalisé de nombreux enregistrements. On peut citer entre autres l'intégrale des Symphonies de Brahms, ou plus récemment l'intégrale des Symphonies de Beethoven, toutes deux sous la direction de Bernard Haitink.
En 2021, Antonio Pappano est nommé à la tête de l'orchestre pour succéder à Simon Rattle. Pappano occupe le poste de directeur musical désigné pour la saison 2023-2024 avant d'être chef principal à compter de septembre 2024,.

## Chefs principaux
- Hans Richter (1904–1911)
- Edward Elgar (1911–1912)
- Arthur Nikisch (1912–1914)
- Thomas Beecham (1915–1917)
- Albert Coates (1919–1922)
- Willem Mengelberg (1930–1931)
- Hamilton Harty (1932–1935)
- Josef Krips (1951–1954)
- Pierre Monteux (1960–1964)
- István Kertész (1965–1968)
- André Previn (1968–1979)
- Claudio Abbado (1979–1987)
- Michael Tilson Thomas (1987–1995)
- Colin Davis (1995–2006)
- Valery Gergiev (2007-2015)
- Simon Rattle (2017-2023)
- Antonio Pappano (2024-)

## Chefs invités
- Rafael Frühbeck de Burgos (1992-1997)
- Bernard Haitink (depuis le début des années 2000)
- Peter Eötvös (Philharmonie de Paris, avril 2015 )
- John Williams

### Autres orchestres londoniens
- Orchestre philharmonique de Londres (London Philharmonic Orchestra)
- Orchestre philharmonique royal (Royal Philharmonic Orchestra)
- Orchestre Philharmonia
- English Chamber Orchestra
- Orchestre symphonique de la BBC
- Orchestre de l'âge des Lumières (Orchestra of the Age of Enlightenment)
- Academy of St Martin in the Fields
- London Mozart Players